# Sang som
Sang Som (แสงโสม) è un rum prodotto in Thailandia, distillato dalla canna da zucchero.

## Storia
Sang Som venne inizialmente prodotto nel novembre 1977 e da allora è diventato il marchio distintivo dei liquori tailandesi. Oltre 70 milioni di litri ne vengono venduti ogni anno in Thailandia, aggiudicandosi il 70% del mercato nella sua categoria.
Questa bevanda alcolica vinse la Medaglia d'Oro nella competizione per liquori a Madrid, Spagna nel 1982 e 1983, a Düsseldorf, Germania nel 1983 e ancora in Spagna nel 2006. Le medaglie sono impresse sull'imballaggio del prodotto.

## Diffusione
La bevanda è praticamente sconosciuta al di fuori della Thailandia. I produttori, la società Sang Som, esporta il suo rum in circa 20 paesi ma, ciononostante, l'esportazione rappresenta solo l'1% delle vendite totali. Sang Som Company fa parte della Thai Beverage Public Company, che è di per sé parte dell'International Beverage Holdings Limited.